# Elżbieta Czartoryska
Elżbieta Elena Anna Czartoryska (Varsavia, 21 maggio 1736 – Vienna, 25 novembre 1816) è stata una nobildonna e attivista polacca.

## Biografia

### Infanzia

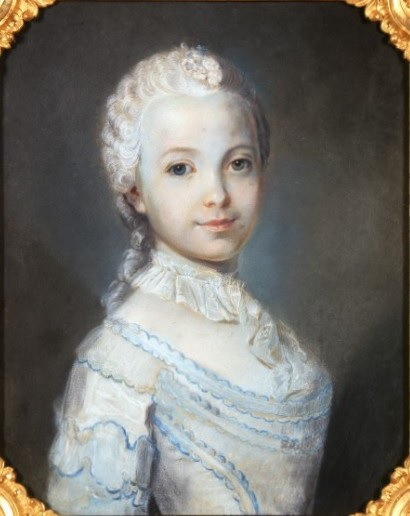
Elżbieta ritratta a quattordici anni circa

Elżbieta era figlia del principe August Aleksander Czartoryski, influente politico, e di Maria Zofia Sieniawska, vedova di Stanisław Ernest Denhoff e una delle donne più ricche del suo tempo dopo la morte del primo marito; possedeva, tra le altre cose, il castello medievale di Tenczyn a Rudno. Il fratello di Elżbieta era Adam Kazimierz Czartoryski.
In gioventù era stata una cara amica del cugino, in seguito re Stanislao II Augusto Poniatowski, ma dopo l'ascesa al trono di quest'ultimo, i loro rapporti si raffreddarono e ne divenne una oppositrice.

### Matrimonio

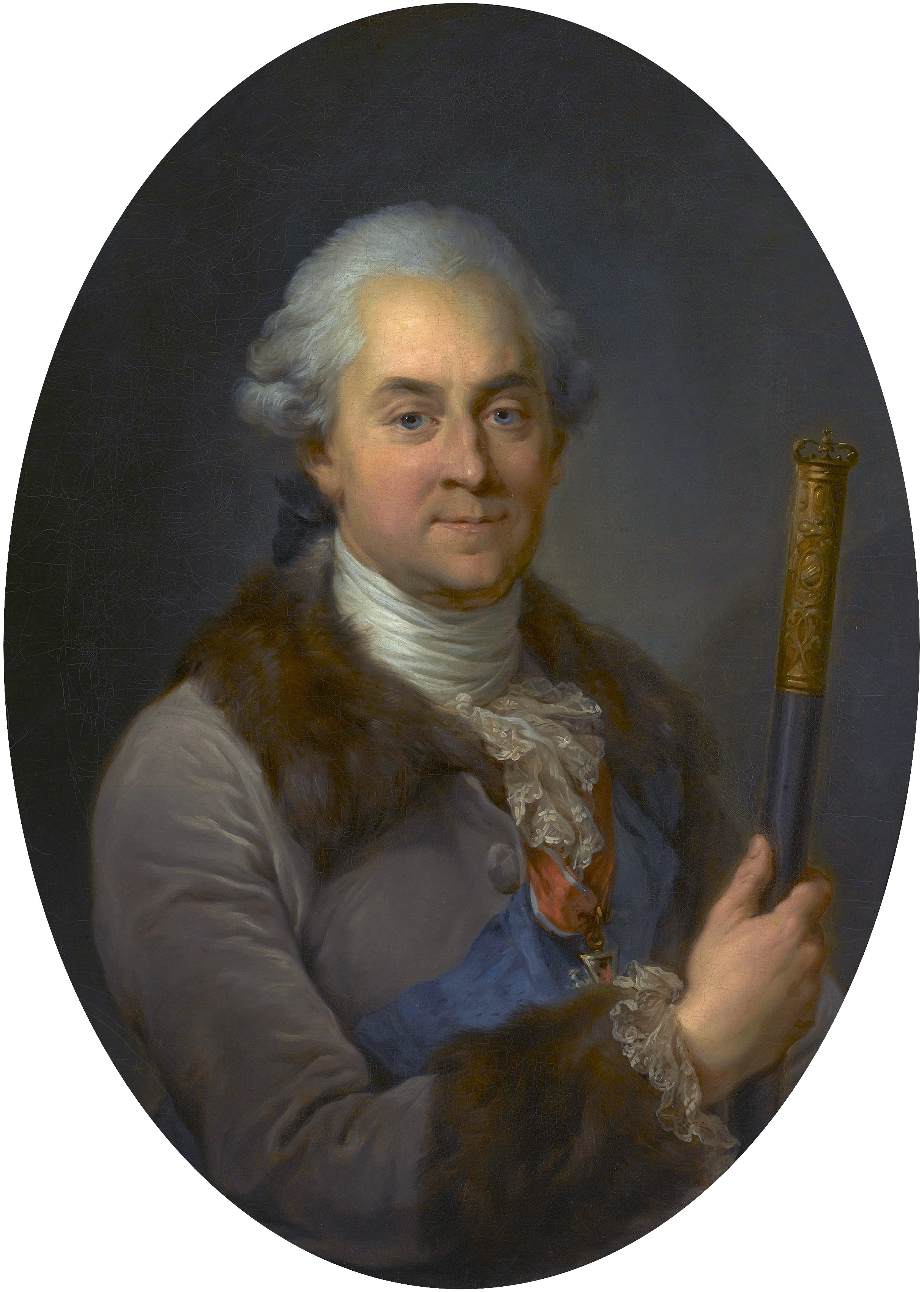
Il principe Stanisław Lubomirski ritratto da Marcello Bacciarelli nel 1780 circa. Il dipinto è conservato al Palazzo di Wilanów.

Sposò, il 9 giugno 1753, Stanisław Lubomirski, gran maresciallo della corona polacca; anche se non amava suo marito, lo rispettava. 

### Erede di grandi fortune

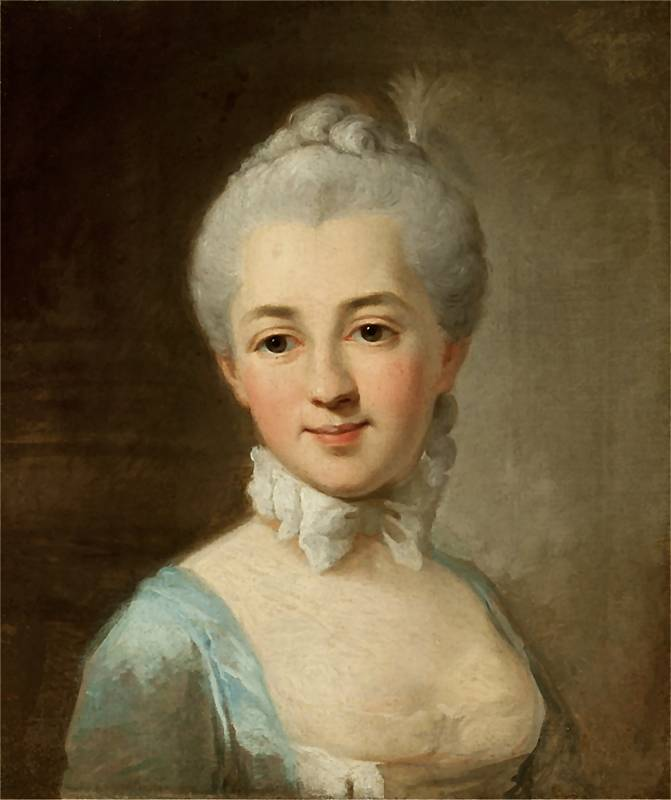
La principessa in un ritratto di Per Krafft del 1767. Il dipinto è conservato al museo nazionale di Varsavia.

Dopo la morte del padre nel 1782, Elżbieta ereditò l'enorme fortuna della famiglia. Nello stesso anno suo marito morì e da quel momento in poi amministrò l'intero patrimonio di famiglia, che comprendeva le città di Wiśnicz e Łańcut, diciannove residenze situate principalmente in Polonia. Creò molti parchi nelle sue residenze o ristrutturò quelli esistenti (per lo più in stile barocco francese) nello stile del paesaggio inglese, fra i primi proprietari terrieri a presentare questo stile paesaggistico.
Nel 1785 lasciò la Polonia e viaggiò per tutta Europa. Inizialmente visse principalmente in Francia (dove era amica intima della regina Maria Antonietta) e durante la rivoluzione francese in Svizzera. Successivamente visse a Vienna, dove morì il 25 novembre 1816.

### Importanza sociale
Grazie alla sua enorme ricchezza, alla sua educazione e generosità e al suo aspetto elegante e alla moda, Elżbieta godeva di popolarità nei salotti di Parigi, Vienna e Londra, nonché nelle corti reali e principesche. Era costantemente circondata da importanti artisti, scienziati e politici dell'epoca. Durante una visita a Karlovy Vary, Johann Wolfgang von Goethe entrò in contatto con la principessa nel 1785 e ne fu così affascinato che allungò la sua permanenza nella località termale di una settimana. Thomas Jefferson, Madame de Boufflers e i pittori Jean-Baptiste Greuze e Jacques-Louis David frequentarono il suo salotto a Parigi. Un'amica intima della principessa polacca fu la principessa Elena Przezdziecka.

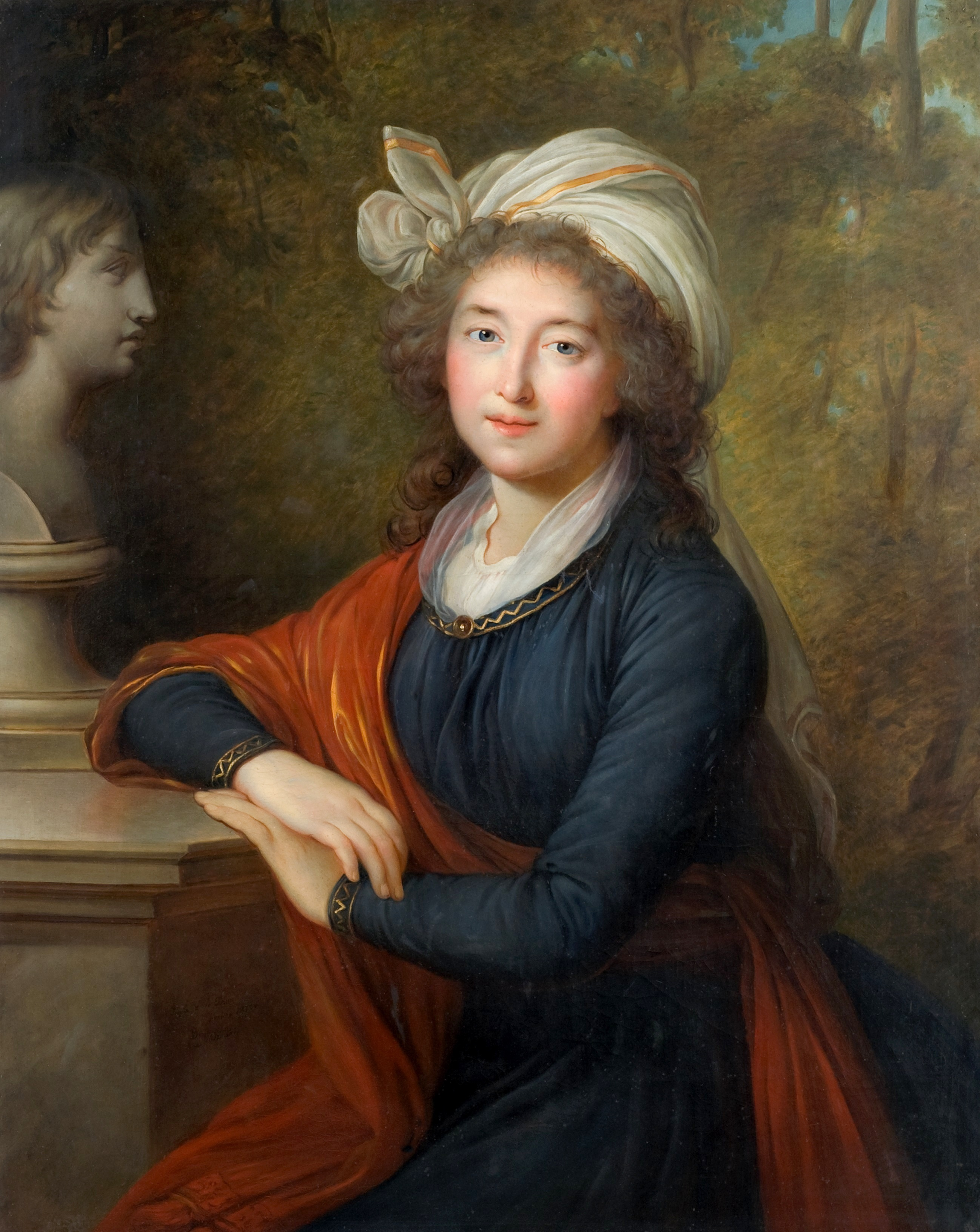
Izabela Lubomirska ritratta da Elisabeth Vigée-Le Brun

La principessa fu una persona controversa per tutta la vita: eccentrica, lunatica e depressa; poteva essere straordinariamente generosa, ma anche egoista, cattiva e meschina. I bisognosi delle loro proprietà la sostenevano molto generosamente. Fece aprire scuole e ospedali e finanziò medici. Ai disabili e agli anziani era stato ordinato di effettuare pagamenti mensili; spesso ha provveduto alla riscossione delle spese funerarie. Inoltre hanno finanziato la formazione di artisti di talento (come Józef Brodowski) o la loro pensione (come con il pittore Louis Marteau).

### Cultura

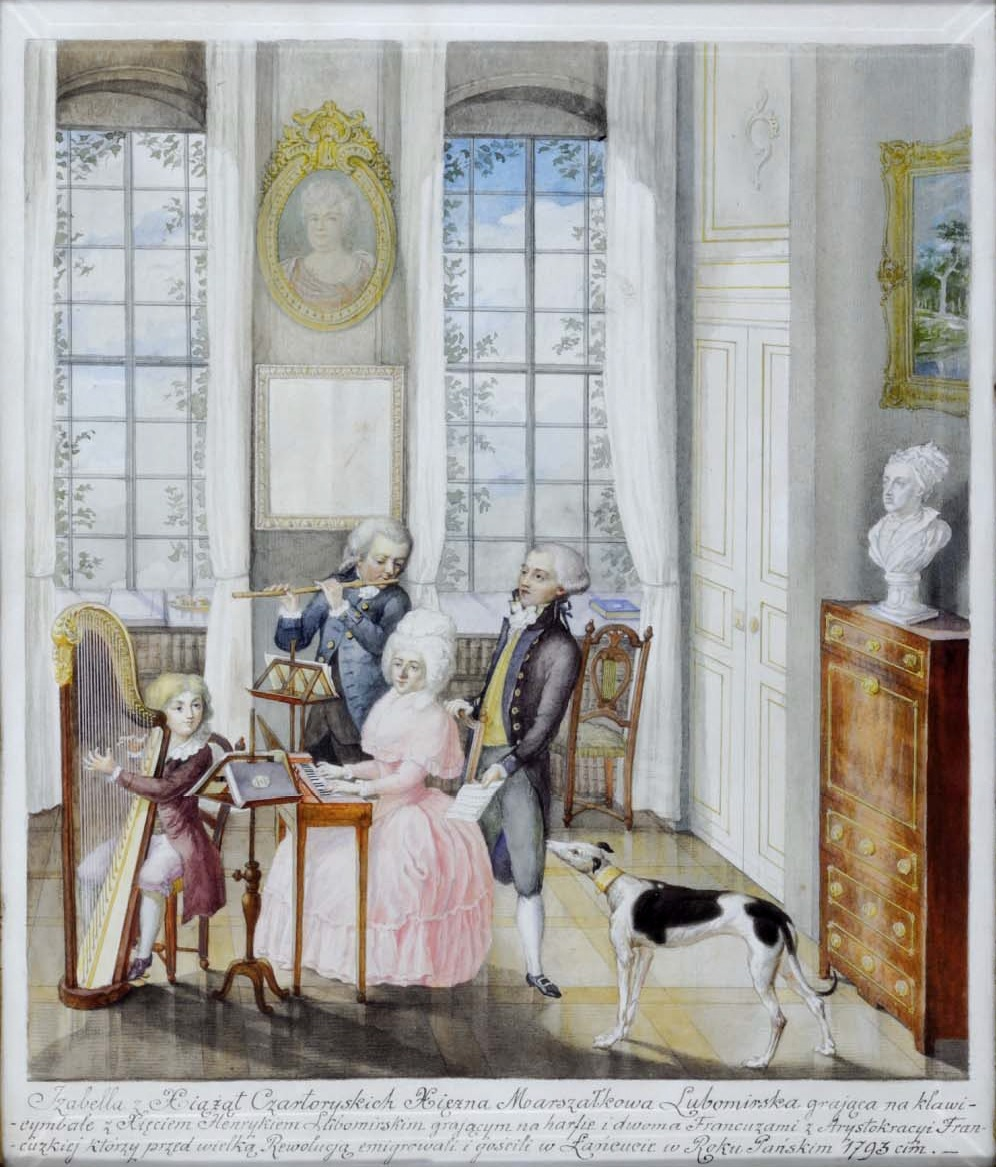
Elisabetta intenta a suonare

Elżbieta era una persona impegnata nel teatrò: fece costruire e mantenere palcoscenici in molti dei suoi palazzi e visitava sempre i teatri mentre era in viaggio verso città europee. A differenza dei teatri della fine del XVIII secolo, venivano anche rappresentate opere, cabaret o spettacoli equilibristi. Per la principessa Franciszek Karpiński scrisse "Canto della nascita del Signore", noto anche come "Dio è nato". In onore di sua figlia Cyprian Kamil Norwid ha scritto un panegirico.
Sui suoi palcoscenici - specialmente a Łancut - impiegava artisti famosi dell'epoca; lo scrittore Jan Potocki visse a lungo nella sua tenuta di Łańcuter.

### Coinvolgimento politico

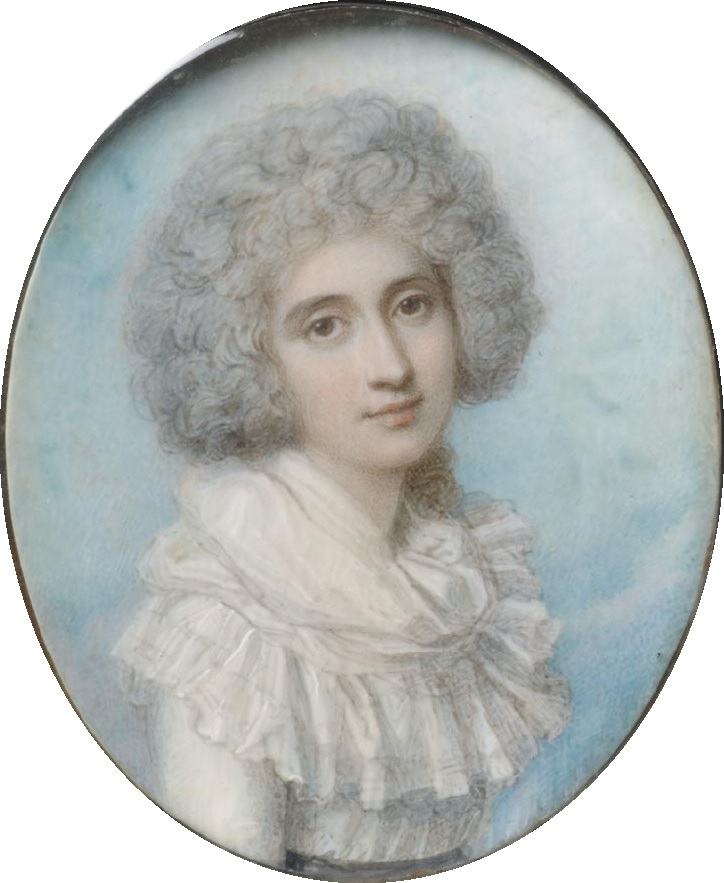
La Lubomirska in una miniatura di Richard Cosway del 1789

La principessa fu una delle personalità più importanti della Polonia nel XVIII secolo e partecipò attivamente - sebbene non in funzioni ufficiali - alla politica del paese. Cercò di ottenere il sostegno della nobiltà polacca e delle corti straniere per le sue posizioni: sosteneva lo stile di vita francese e un approccio della Polonia al Regno di Francia, rifiutò l'influenza dell'Impero russo sulla politica polacca; così si rivolse sempre più contro Poniatowski, che aveva ottenuto il trono polacco con il sostegno russo. Era sostenitrice dell'Ancien Régime e respinse la rivoluzione francese e il potere di Napoleone.
Dopo la rivoluzione, i futuri Luigi XVIII e Carlo X visitarono Łańcut; anche Maria Carolina di Napoli vi soggiornò. 
Nel 1783 la principessa entrò a far parte della loggia massonica "Dobroczynność" (Carità). Alla fine del XVIII secolo ella sostenne l'insediamento di coloni tedeschi.

### Ultimi anni e morte

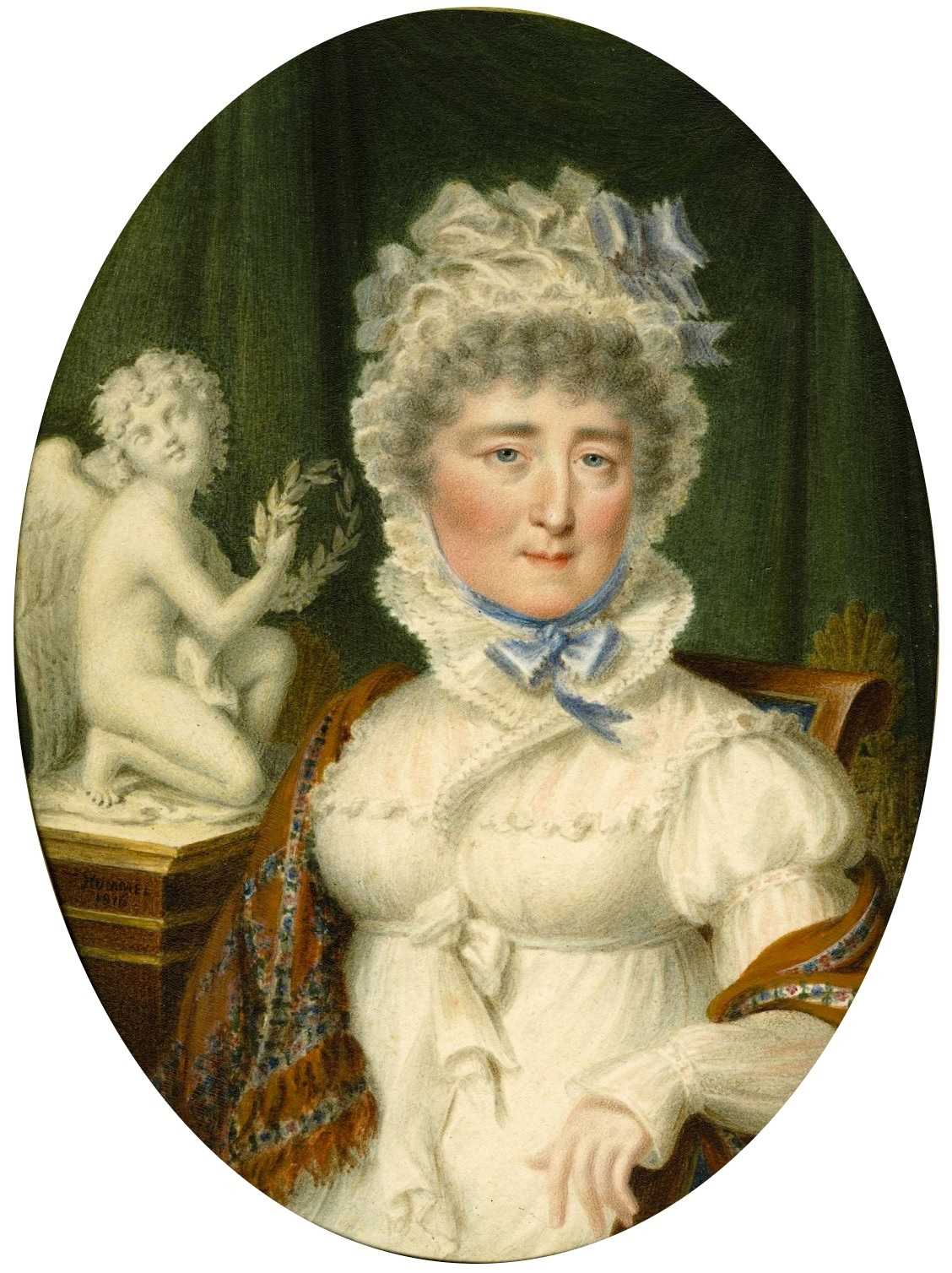
La Principessa ritratta in tarda età

Nel 1779 pose la prima pietra per la costruzione del teatro nazionale di Varsavia, progettato dall'architetto Bonawentura Solari, e fu tra i donatori per la costruzione del Collegium Nobilium di Varsavia.
La principessa morì il 25 novembre 1816 a Vienna.

## Discendenza
Elżbieta e Stanisław Lubomirski ebbero quattro figlie: 
- Izabela Potocka (1755-1783): sposò Ignacy Potocki, ebbero una figlia;
- Aleksandra (1760-1831), moglie di Stanisław Kostka Potocki, ebbero un figlio;
- Konstancja (1761-1840): sposò Seweryn Rzewuski, ebbero due figli;
- Julia (1766-1794), moglie di Jan Potocki, ebbero due figli.